# El Esfuerzo
El Esfuerzo es una parroquia rural de la provincia de Santo Domingo de los Tsáchilas ubicado al centro de Ecuador, tiene aproximadamente 5.973 habitantes. Los recintos Se encuentran a una altura que va desde los 289 a 2.076 m s. n. m. y la temperatura promedio es de 19 a 26 °C.

## Toponimia
El Esfuerzo es el nombre que se dio a la región debido a su difícil acceso por el agreste de la selva tropical, los primeros habitantes que lograron cruzar el río Baba, decidieron fundar un centro poblado con este nombre.

## Historia
Los primeros habitantes de la región, son inmigrantes de las provincias de Loja Y Azuay que a causa de una sequía en el país en 1960 aproximadamente deciden establecerse en las zonas aledañas a la provincia de Santo Domingo de los Tsáchilas, específicamente en cercanías del río Baba, es ahí que fundan el poblado para su posterior parroquialización 40 años después, el 6 de enero de 2003.

## Recintos
| - Colonia Azuaya - La Puntilla - El Bolo - Polanco - San José - La Mina - Bolo Alto - El Austro - El Paraíso Otongo | - La Paraíso Alto - La Reforma - Los Angeles - Los Cristales - 9 de Octubre - Union del Bolo - Milton Murillo - Santa Marianita - Las Maravillas | - Alegría del Bolo - Palmar del Bimbe - Redención Social - Nueva Esperanza - San Jose de Bellavista - San Vicente de Vaniza - Buenavista |